# Slavenhuisjes bij Witte Pan en Oranje Pan

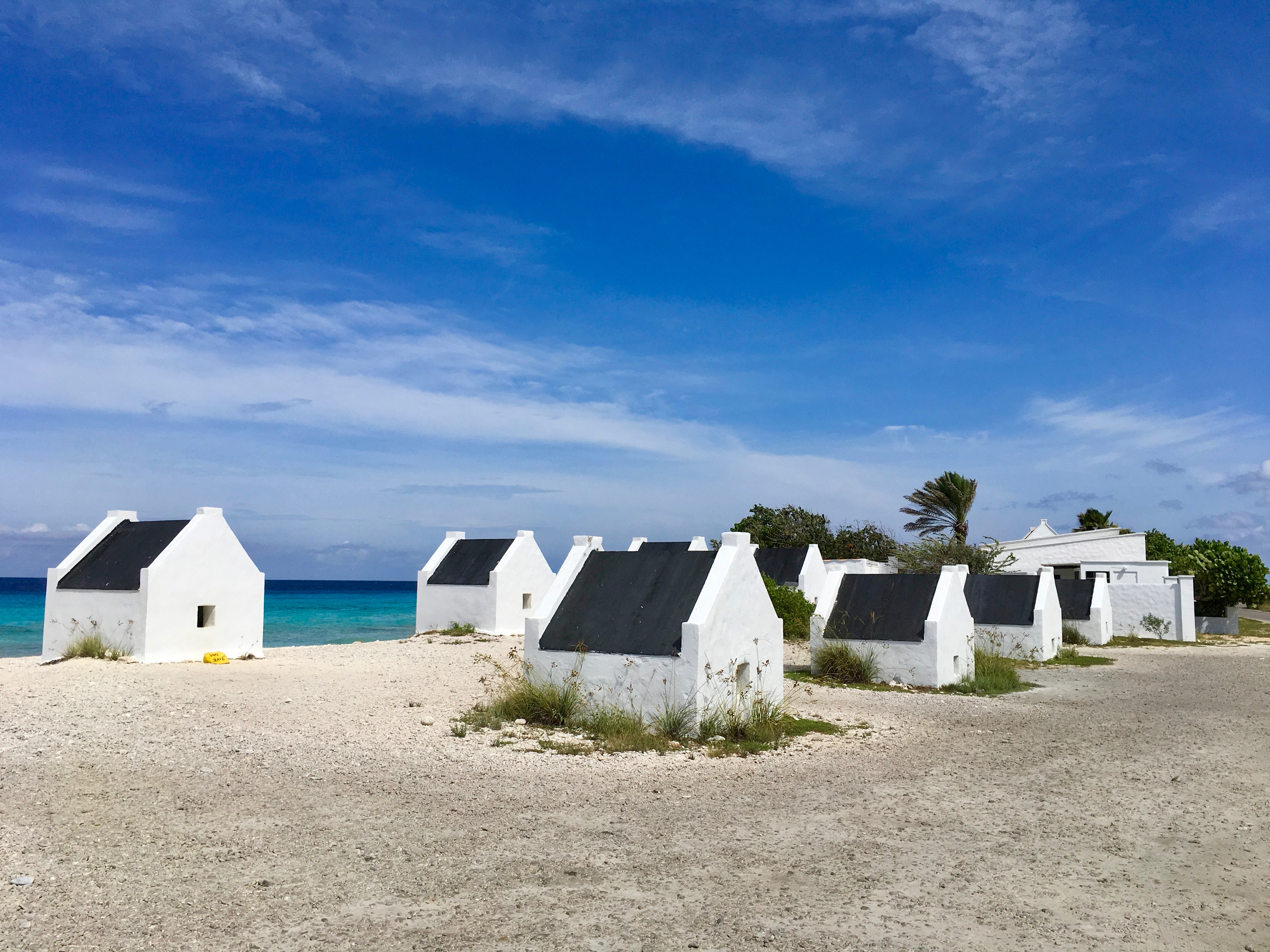
Witte slavenhuisjes

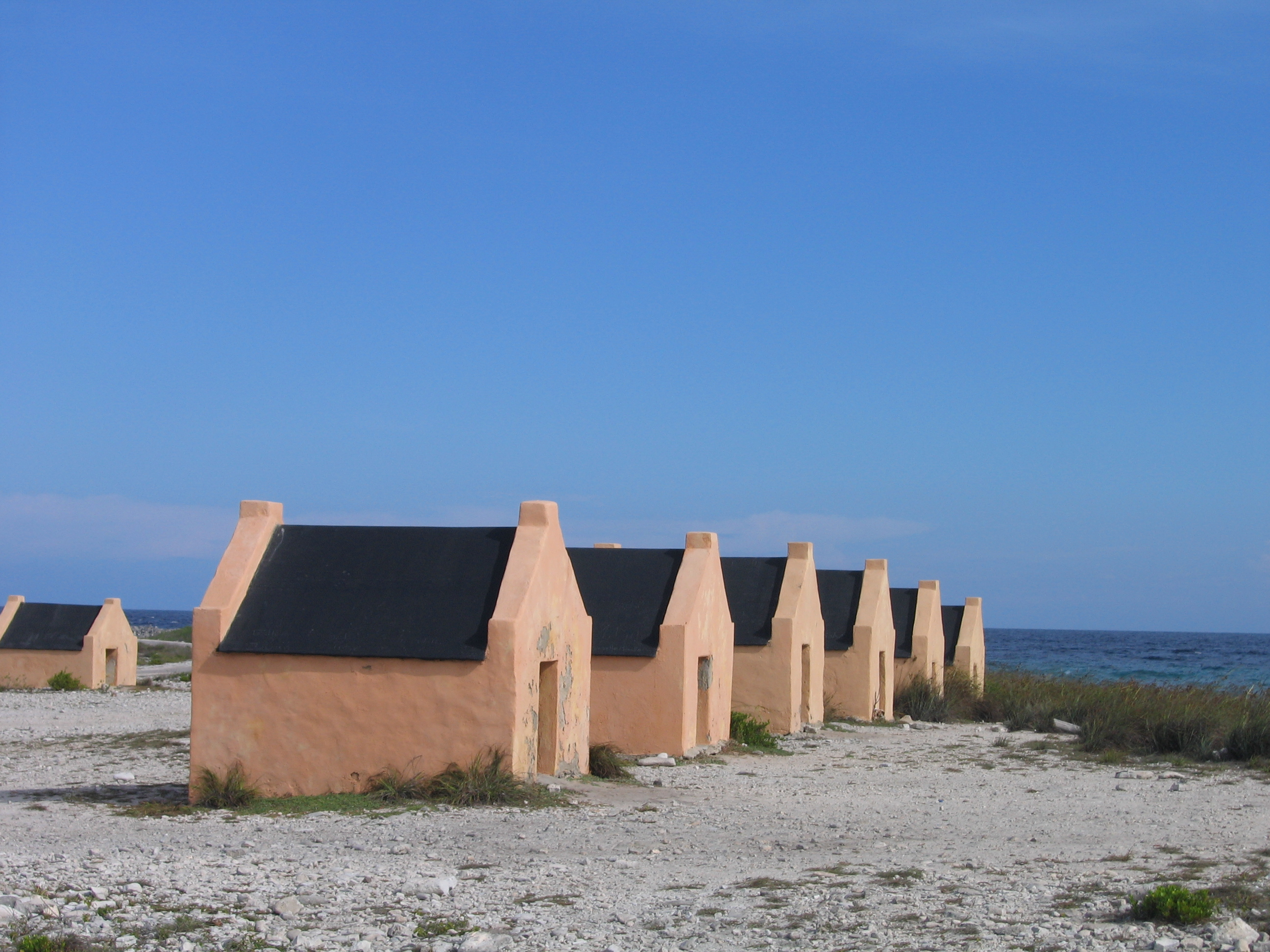
Okergele slavenhuisjes

De slavenhuisjes bij Witte Pan en Oranje Pan zijn kleine huisjes op Bonaire waarin de slaven die werkten in de zoutpannen de nacht doorbrachten.
De slavenhuisjes zijn gebouwd in 1850. Voor die tijd sliepen de slaven buiten of in zelfgemaakte huisjes van hout, stro en leem. De nederzetting waar ze woonden was Rincon, op zes à zeven uur lopen. Daar brachten ze meestal alleen de zondag door. Na 1850 werd een deel van de slaven verhuisd naar het dichterbij gelegen Tera Kora, nu een buitenwijk van Kralendijk.
De huisjes zijn gemaakt in klipsteen (gekapt koraalkalksteen). Ze zijn nauwelijks twee meter hoog en hebben één raam en een kleine deuropening waar iemand niet rechtop door kan. Een deur ontbreekt en het raam is alleen een opening. In één huisje sliepen twee tot zes slaven. De daken waren toen nog van riet gemaakt; toen men besloten had de huisjes te conserveren, is dat vervangen door een waterdicht dak.
De slaven moesten met houwelen het zout uit de zoutpannen hakken en dat met een schop in een kruiwagen laden. Vanuit de kruiwagen ging het zout in manden, die de slaven op hun hoofd naar kleine sloepen moesten brengen, die het zout op hun beurt naar grotere schepen brachten die voor de kust lagen te wachten. De slaven werkten de hele dag onder de tropenzon met hun blote voeten in de bijtende zoutbassins.
De slavernij in de Nederlandse koloniën werd afgeschaft in 1863. Toen werden op Bonaire 758 slaven in vrijheid gesteld.
Er zijn twee groepen slavenhuisjes. Die bij de Witte Pan zijn wit en die bij de Oranje Pan okergeel. Bij de huisjes van de Witte Pan staat één groter huis. Dat was voor de bomba, de opzichter. De huisjes zijn een beschermd monument op Bonaire.

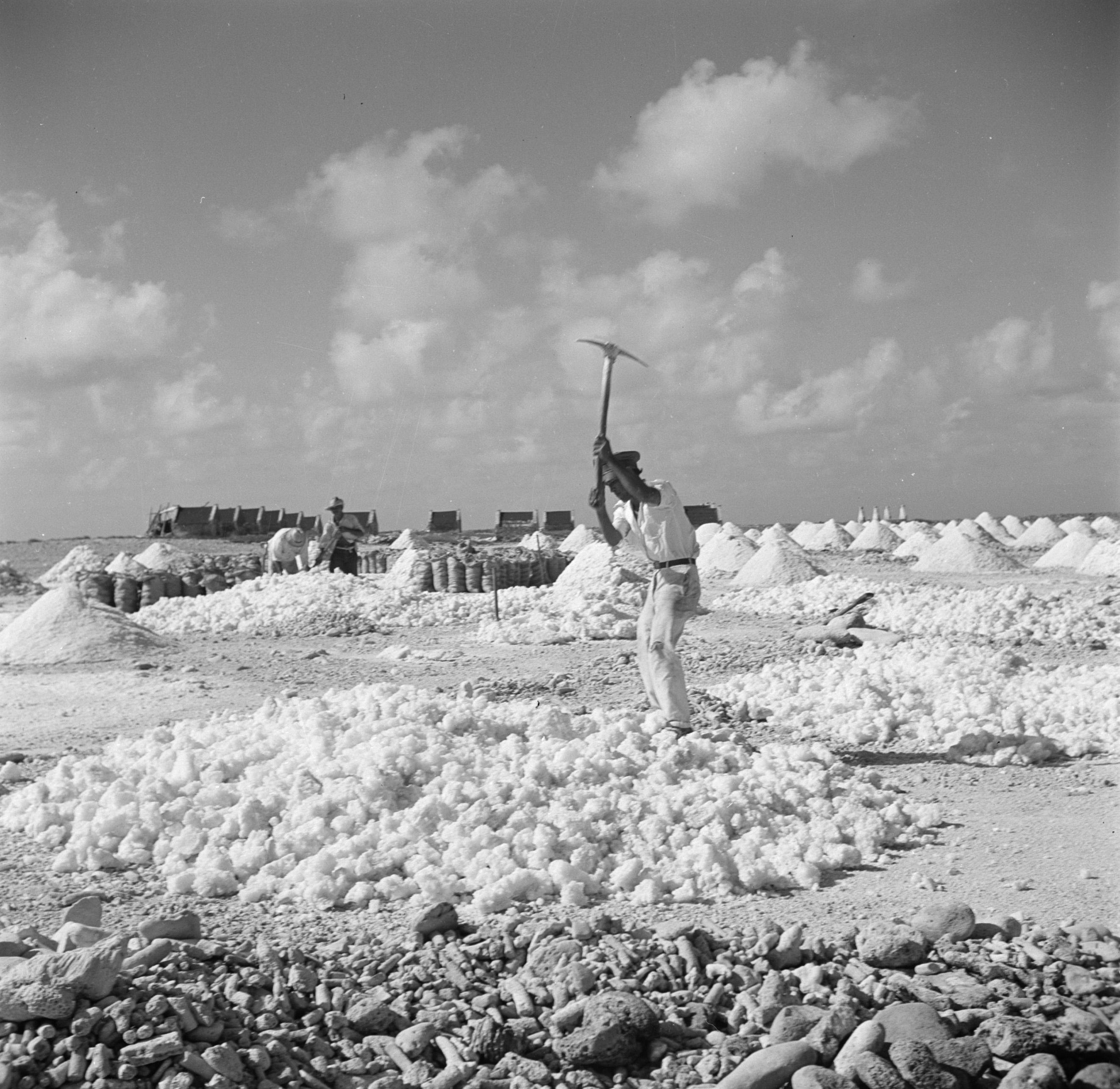
Contractarbeiders aan het werk bij de zoutpannen in 1947
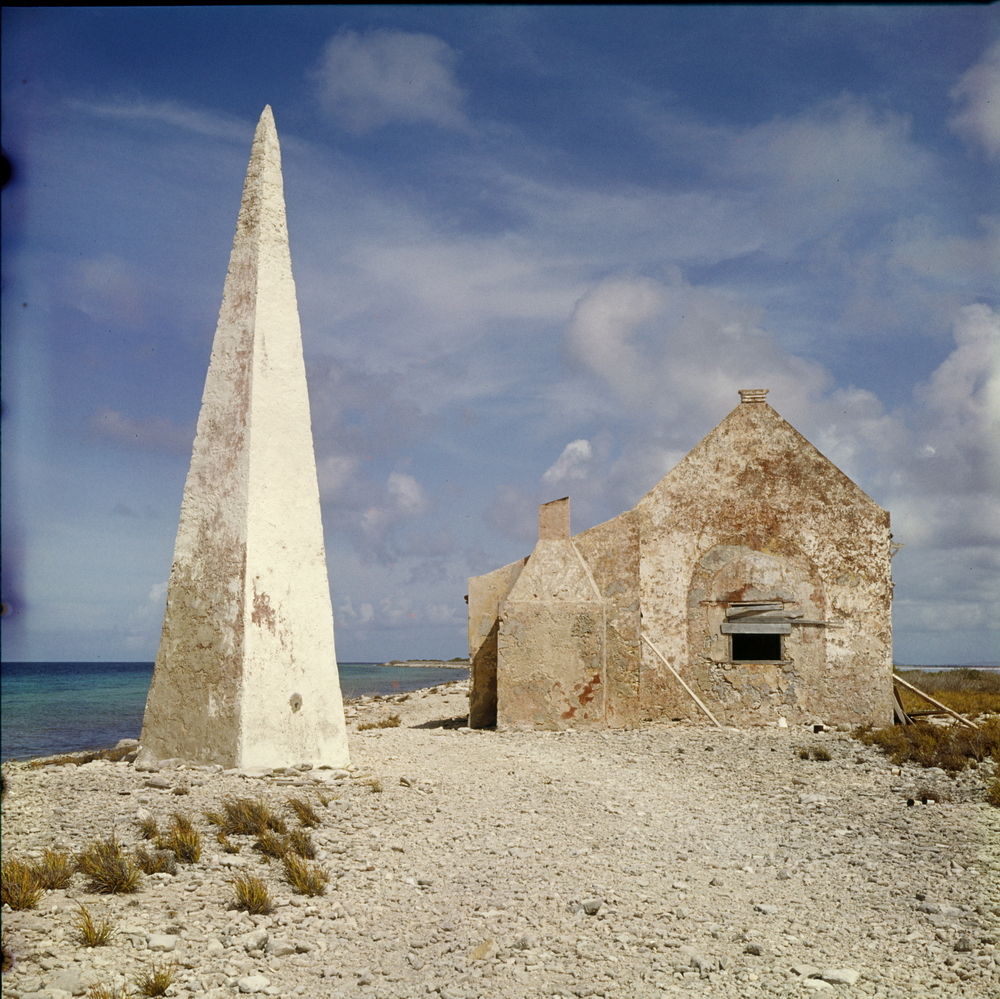
Obelisk als scheepsbaken naast een hut bij het Pekelmeer, 1964
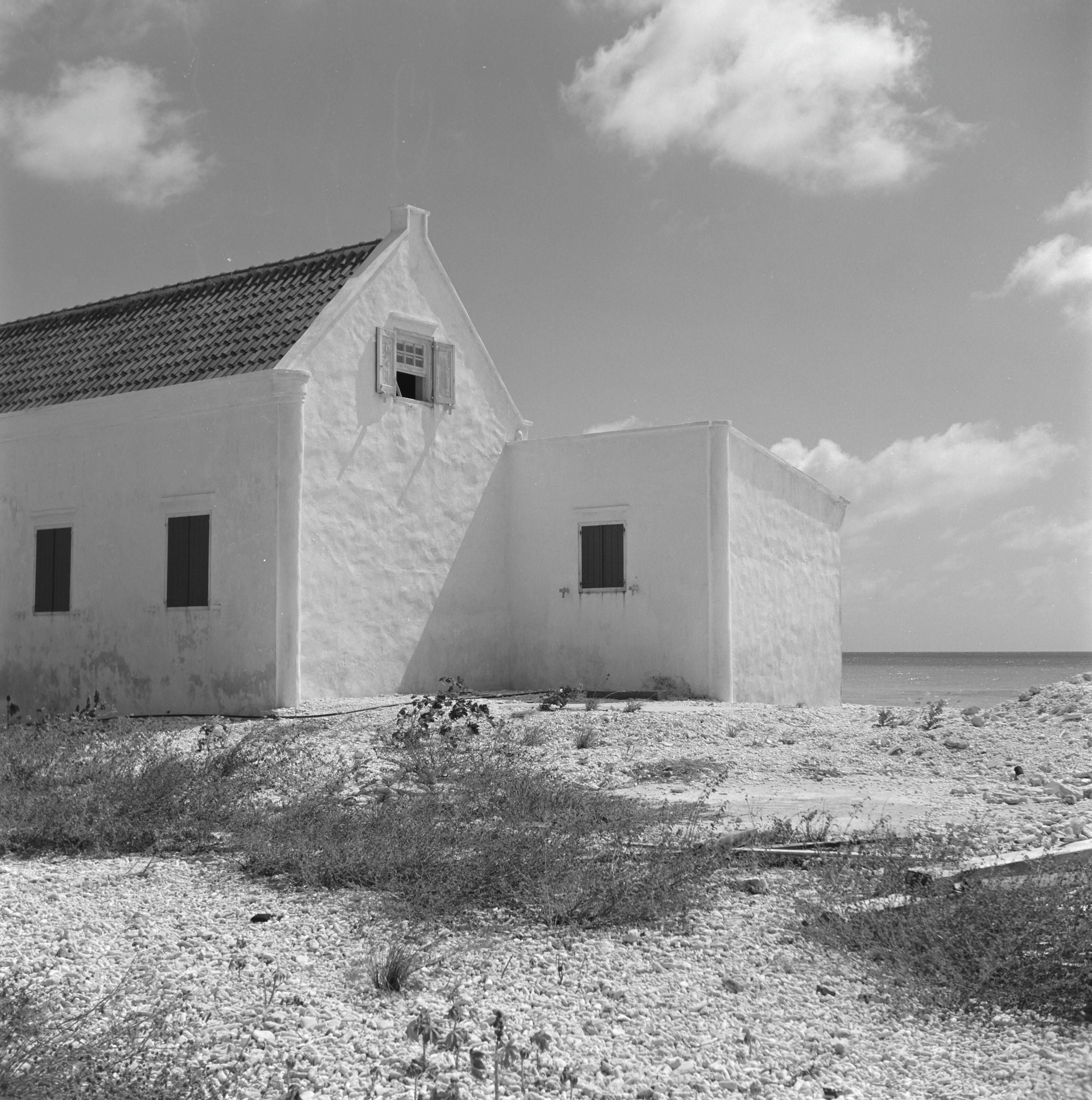
Herstelde opzichterswoning, 1971